# أوسي سانكوفا
أوسي سانكوفا (بالإنجليزية: Osei Sankofa)‏ (19 مارس 1985 بلندن في المملكة المتحدة - ) هو لاعب كرة قدم بريطاني في مركز الدفاع. شارك مع منتخب إنجلترا تحت 16 سنة لكرة القدم ومنتخب إنجلترا تحت 17 سنة لكرة القدم ومنتخب إنجلترا تحت 18 سنة لكرة القدم ومنتخب إنجلترا تحت 19 سنة لكرة القدم ومنتخب إنجلترا تحت 20 سنة لكرة القدم. أما مع النوادي، فقد لعب مع إبسفليت يونايتد وبوريهام وود إف سي وتشارلتون أثلتيك ونادي بريستول سيتي ونادي برينتفورد ونادي فارنبوروه وهايز وييدينغ يونايتد ‏ وEastleigh F.C. ‏ ونادي ساوثيند يونايتد ودولويتش هاملت ونادي وايتهوك.

## وصلات خارجية
- أوسي سانكوفا على موقع قاعدة بيانات كرة القدم.إي يو (الإنجليزية)
- أوسي سانكوفا على موقع Soccerbase.com (لاعب) (الإنجليزية)
- أوسي سانكوفا على موقع عالم كرة القدم.نت (الإنجليزية)